# Trece badaladas
Trece badaladas (castellà: Trece campanadas) és una pel·lícula gallega dirigida per Xavier Villaverde que va ser estrenada el 2002 i fou rodada originalment en castellà. Está basat lliurement en la novel·la Trece badaladas de Suso de Toro.

## Argument
Xacobe, un jpbr escultor, torna a Santiago de Compostel·la, la seva ciutat natal, després de quinze anys d'absència. A causa del seu retorn descobreix que la seva mare, a la que creia morta, en realitat era viva i tancada en un psiquiàtric. Però aquest gir l'obligarà a enfrontar-se a un esdeveniment del que porta fugint la meitat de la seva vida. La trobada amb el seu passat el portarà al centre d'un carreró sense sortida, en què descobrirà quelcom terrible: És la peça fonamental en un pla laberíntic.

## Repartiment
- Juan Diego Botto - Xacobe
- Luís Tosar - Mateo
- Marta Etura - María
- Elvira Mínguez - Carmen
- Laura Mañá - Claudia
- Rosa Álvarez - Aura
- Diego Infante - Raúl
- Gonzalo Uriarte - Sacerdot
- David Álvarez - Xacobe de nen
- Ernesto Chao - Inspector

## Premis i nominacions
Premis Mestre Mateo
| Any       | Categoria                | Receptor          | Resultat  |
| --------- | ------------------------ | ----------------- | --------- |
| 2a edició | Millor pel·lícula        | Xavier Villaverde | Guanyador |
| 2a edició | Millor director          | Xavier Villaverde | Nominat   |
| 2a edició | Millor actor             | Luis Tosar        | Guanyador |
| 2a edició | Millor actriu secundària | Rosa Álvarez      | Nominat   |
| 2a edició | Millor guió              | Xavier Villaverde | Nominat   |

Nominada al Goya al millor maquillatge i perruqueria
Nominada a millor pel·lícula al Fantasporto
Nominada a la millor pel·lícula al Festival Internacional de Cinema Fantàstic de Sitges.